# James William Jones
Pour les articles homonymes, voir James Jones et Jones.
James William Jones (21 septembre 1869-2 mai 1954) est un homme politique canadien de la Colombie-Britannique. Il est député provincial conservateur de South Okanagan de 1916 à 1933.
Il est président de l'Assemblée législative de la Colombie-Britannique de 1929 à 1930. Jones est aussi membre du cabinet dans le gouvernement du premier ministre Simon Fraser Tolmie aux postes de ministre des Finances et de ministre des Industries d'octobre 1930 à novembre 1933.

## Biographie
Né à Utica (Scugog (en)) en Ontario, Jones étudie à Uxbridge et à Port Perry (en). Déménageant à Grenfell en Saskatchewan en 1886, il s'établit ensuite avec son épouse à Kelowna en Colombie-Britannique en 1907.
À Kelowna, il sert comme maire de la ville de 1912 à 1917.
Se présentant comme conservateur indépendant en 1933, il est défait par le libéral Joseph Allen Harris.
S'établissant à Victoria en 1933, Jones meurt à Saanich en mai 1954 à l'âge de 84 ans.